# 蘇比涅
50°59′42″N 28°53′17″E / 50.99500°N 28.88806°E
蘇比涅（烏克蘭語：Субине），是烏克蘭的村落，位於該國北部日托米爾州，由科羅斯堅區負責管轄，始建於1680年，面積0.45平方公里，海拔高度174米，2001年人口71，人口密度每平方公里158.13人。